# テンダープロ
株式会社テンダープロ（英文社名；Tender Pro Corp.）は、東京都港区に本社を置く日本の芸能プロダクション、映画制作会社。日本芸能マネージメント事業者協会会員。

## 概要
主な事業として、俳優・タレントのマネジメント、映画制作を行っている。また、テンダープロ所属の新人タレント用に「テンダープロアクティングスタジオ」といった専用レーベルを設けている。かつては、株式会社スマイルプロモーション所属のタレントと業務提携することが多かった。

## 所属タレント
※2012年5月現在

### テンダープロ
- 入川保則　（2011年12月24日、直腸がんのため死去。ただし、テンダープロのHPにはプロフィール等が引き続き掲載されている。）
- 日野美歌（業務提携）
- 秋吉久美子（業務提携：office menu）
- 阿部祐二
- 臥牙丸勝

### テンダープロアクティングスタジオ
| 女性タレント - 今西あづさ - 太田沙織 - carna - 栗田蘭世 - 佐藤桃夏 - 高田瑛 - 高柳彩 - 永吉翼 - 藤田奈月 - 三鈴りな - 満尾麻花 - 和田真理子 | 男性タレント - 市川卓弥 - 猪野木一也 - 小林英樹 - 谷口英俊 - 辻孝平 - 豊岡武士 - 長里清 - 中村大祐 - 野村勇 - 松尾拓 - 吉見雄大 |

## かつて所属していたタレント
| - 明津沙絵 - 浅居円 - 荒木陽子 - 井坂慎仁 - 泉山美保 - 磯村彰吾 - 伊藤理絵 - 井上咲喜子 - 井上尚子 - 井餘田笑子 - 岩村さちこ - 上園貴弘 - 加藤一和 - 上原綾華 - 江川武蔵 - 大咲和穂 - 王下貴司 - 大津慎伍 - 大原その子 | - 小笠原健 - 緒川凛 - 桶本ひとみ - 梶静花 - 加藤千尋 - 加藤希美 - 金井椿 - 金子順平 - 上山俊彦 - 川島萌黄 - 川元陵 - 北澤鞠佳 - 木下公美子 - 木村若菜 - 切田亮介 - 國見怜央 - 椚ありさ - 久瑠あさ美 - 小西めぐみ - 小林麗奈 | - 金剛地武志 - 今野夏海 - 斉藤健 - 佐竹由記子 - 佐藤可奈 - さやか - 清水大輔 - 下村和啓 - 末崎千絵 - 鈴木淳 - 鈴木康文 - 鈴野歩 - 高倉由紀 - 高橋大輔 - 滝井あやの - タツヤ - 田畑秀明 - 田村将一 - 土屋櫻子 - 戸田慎吾 | - 中井和味 - 中島秀星 - なかしまゆき - 永野風歌 - 中村愛美 - 夏秋佳代子 - 夏井みき - 丹羽歩 - 長谷川怜美 - 羽瀬文野 - 羽矢有佐 - 東野行恭 - 広瀬梨子 - ヒロ・マスダ - 藤崎晃義 - 外間ペリー - 松尾暁 - 真宮由佳 - 瑞衣レキ - 宮川暁恵 | - 森川英明 - 森ヒロユキ - 門田京三 - 矢嶋裕一 - 山崎彩奈 - 山根貴之 - 山本美恵 - 吉川誠司 - 吉田貴幸 - 理絵 |

## 製作映画
- ワイルド・フラワーズ（2004年）
- M-1グランプリへの道「まっすぐいこおぜ! 起承の一」（2004年）
- M-1グランプリへの道「まっすぐいこおぜ! 転の二」（2004年）
- 晴れたらポップなボクの生活（2006年）
- クール・ディメンション（2006年、出演／三津谷葉子・重泉充香・遠藤憲一）
- アイランドタイムズ（2007年、出演／柳沢太介・仲里依紗・水木薫）
- 銀座愛物語 クラブアンダルシア（2008年、出演／松方弘樹・吉井怜・中島史恵）
- 十年愛（2008年、出演／桜井まり・末野卓磨・鈴木砂羽）
- ペルソナ（2008年）
- ホテルチェルシー（2009年）
- コスプレ探偵（2009年、出演／Rio・井上尚子・草野康太）
- かあちゃんに贈る歌（2014年、出演／あいはら友子・西方凌・風間トオル）